# Догвил
„Догвил“ (на английски: Dogville) е драматичен филм от 2003 г., режисиран от Ларс фон Триер по негов собствен сценарий. Главните роли се изпълняват от Никол Кидман, Лорън Бекол, Клоуи Севъни, Пол Бетани, Стелан Скарсгорд, Удо Кир, Джеймс Каан и Патриша Кларксън.

## Сюжет
Историята на Догвил е разказана в девет глави и пролог, с описание от едно изречение на всяка глава, дадено във филма, в духа на подобни заглавия на глави в много романи от 19-ти век.

## В ролите
| Актьор            | Роля                                                                              |
| ----------------- | --------------------------------------------------------------------------------- |
| Джон Хърт         | разказвач (глас)                                                                  |
| Никол Кидман      | Грейс Маргарет Мълиган – дъщеря на голям мафиот, която избяга от баща си          |
| Лорън Бекол       | Мама Джинджър                                                                     |
| Пол Бетани        | Том Едисън младши – житель на града, считащ себе си писателем, и приятел на Грейс |
| Клоуи Севъни      | Лиз Хенсън                                                                        |
| Стелан Скарсгорд  | Чък                                                                               |
| Удо Киер          | Човекът в палтото                                                                 |
| Бен Газара        | Джак Маккей                                                                       |
| Джеймс Каан       | Големият Мъж                                                                      |
| Патриша Кларксън  | Вера                                                                              |
| Шона Шим          | Юни                                                                               |
| Джеръми Дейвис    | Бил Хенсън                                                                        |
| Филип Бейкър Хол  | Том Едисън старши – баща на Том младши                                            |
| Блеър Браун       | Г-жа Хенсън                                                                       |
| Желко Иванек      | Бен                                                                               |
| Хариет Андершон   | Глория                                                                            |
| Шивън Фалън Хоган | Марта                                                                             |
| Клео Кинг         | Оливия                                                                            |
| Майлс Пуринтън    | Джейсън                                                                           |

## Награди и номинации
„Догвил“ е номиниран за Златна палма, за Сезар за най-добър филм от Европейския съюз и за Европейска филмова награда за най-добър филм. Получава Европейска филмова награда за режисура и операторска работа (за оператора Антъни Дод Мънтъл), както и награда на публиката на София Филм Фест.
„Догвил“ е сред стоте заглавия, намерили място в класацията на Би Би Си от 2016 г. „100-те най-велики филма на XXI век“. Заглавията са подбрани от 177 филмови критици от всички континенти на планетата, с изключение на Антарктида, в т.ч. рецензенти на произведения на седмото изкуство в печатни и онлайн издания, кино изследователи и куратори. „Догвил“ е поставен на 76-то място, а освен него в класацията присъства и друг филм на Фон Триер – „Меланхолия“ (2011).
„Догвил“ фигурира на 37-мо място и в класацията на „Гардиън“ от 2019 г. „100-те най-добри филма на XXI век“, компилирана от четиримата водещи филмови критици на изданието – Питър Брадшоу, Кат Кларк, Андрю Пулвър и Катрин Шорд. В аналогичната селекция на „Емпайър“ от 2020 г. – „100-те най-велики филма на XXI век“ – Фон Триер не присъства с нито една своя творба.

## Продукция
Филмът, известен с минималистичната си сценография, е част от планираната, но така и недовършена 20 години след заснемането на „Догвил“ трилогия на Фон Триер „САЩ – страната на възможностите“. Вторият и последен от „САЩ – страната на възможностите“ към 2022 г. проект остава продължението на „Догвил“ от 2005 г. „Мандърлей“.
Песента Young Americans на Дейвид Боуи от едноименния му албум от 1975 г. звучи по време на финалните надписи на филма, а за увертюра и основна музикална тема е използван Концерт в сол мажор на Антонио Вивалди. Датският композитор на филмова музика Йоахим Холбек е направил подбора и аранжиментите на класическите музикални произведения на Вивалди, Георг Хендел, Томазо Албинони и Джовани Перголези, използвани за саундтрака на „Догвил“ и този на „Мандърлей“.